# Панинская волость (Николаевский уезд)
Панинская во́лость — административно-территориальная единица, входившая в состав Николаевского уезда Самарской губернии. Образована в 1871 году в границах  Панинской волости[уточнить].
Административный центр — село Панинское.
Население волости составляли преимущественно немцы, католики (до 1908 года - католики и лютеране). 
В период до установления советской власти волость имела аппарат волостного правления, традиционный для таких административно-территориальных единиц Российской империи.
Согласно карте уездов Самарской губернии издания губернского земства 1912 года волость располагалась в юго-западной части Николаевского уезда. На юго-западе волость граничила с Рязановской волостью, на юго-востоке - с Новоузенским уездом и Каменно-Сарминской волостью, на северо-востоке - с Баратаевской волостью, на северо-западе - с Саратовской губерний.
Территория бывшей волости является частью земель Марксовского района Саратовской области.

## Состав волости
| Наименование                        | Население | Население | Население                       | Расстояние (вёрст) до: | Расстояние (вёрст) до: | Расстояние (вёрст) до: | Преобладающие национальности | Преобладающие вероисповедания | Современное состояние                                      |       |          |                                                         |
| Наименование                        | 1889 год  | 1897 год  | 1910 год                        | Самары                 | Николаевска            | Волостного правления   | Преобладающие национальности | Преобладающие вероисповедания | Современное состояние                                      |       |          |                                                         |
| ----------------------------------- | --------- | --------- | ------------------------------- | ---------------------- | ---------------------- | ---------------------- | ---------------------------- | ----------------------------- | ---------------------------------------------------------- | ----- | -------- | ------------------------------------------------------- |
| село Базель                         | 3041      | 2839      | передано в Баратаевскую волость | Самары                 | Николаевска            | Волостного правления   | 267                          | 117                           |                                                            | немцы | лютеране | село Васильевка, Марксовский район, Саратовская область |
| село Баратаевка                     | 2721      | 2727      | передано в Баратаевскую волость | 263                    | 113                    |                        | немцы                        | лютеране                      | село Воротаевка, Марксовский район, Саратовская область    |       |          |                                                         |
| село Баскаковка                     | 1687      | 1631      | передано в Рязановскую волость  | 298                    | 144                    |                        | немцы                        | лютеране                      | село Баскатовка, Марксовский район, Саратовская область    |       |          |                                                         |
| село Брокгаузен                     | 1078      | 1048      | передано в Рязановскую волость  | 303                    | 147                    |                        | немцы                        | лютеране                      | село Буерак, Марксовский район, Саратовская область        |       |          |                                                         |
| село Гларус                         | 2235      | 1922      | передано в Баратаевскую волость | 262                    | 110                    |                        | немцы                        | лютеране                      | село Георгиевка, Марксовский район, Саратовская область    |       |          |                                                         |
| село Гоккерберг                     | 1100      | 1108      | передано в Рязановскую волость  | 304                    | 148                    |                        | немцы                        | лютеране                      | село Александровка, Марксовский район, Саратовская область |       |          |                                                         |
| село Золотурн                       | 2500      | 2678      | 3449                            | 271                    | 121                    | 4                      | немцы                        | католики                      | село Золотовка, Марксовский район, Саратовская область     |       |          |                                                         |
| село Люцерн                         | 2849      | 2899      | 3575                            | 281                    | 131                    | 6                      | немцы                        | католики                      | село Михайловка, Марксовский район, Саратовская область    |       |          |                                                         |
| село Панинское                      | 2305      | 2413      | 3000                            | 275                    | 125                    | 0                      | немцы                        | католики                      | не существует                                              |       |          |                                                         |
| село Рязановка                      | 1982      | 1832      | передано в Рязановскую волость  | 300                    | 145                    |                        | немцы                        | лютеране                      | село, Марксовский район, Саратовская область               |       |          |                                                         |
| село Суссанненталь                  | 1215      | 1026      | передано в Рязановскую волость  | 296                    | 142                    |                        | немцы                        | лютеране                      | село Сосновка, Марксовский район, Саратовская область      |       |          |                                                         |
| село Унтервальден                   | 2445      | 2254      | передано в Рязановскую волость  | 294                    | 140                    |                        | немцы                        | лютеране                      | село Подлесное, Марксовский район, Саратовская область     |       |          |                                                         |
| село Шафгаузен                      | 2880      | 2619      | передано в Баратаевскую волость | 269                    | 110                    |                        | немцы                        | лютеране                      | село Волково, Марксовский район, Саратовская область       |       |          |                                                         |
| село Цуг                            | 2439      | 2430      | 3416                            | 277                    | 127                    | 2                      | немцы                        | католики                      | село Ястребовка, Марксовский район, Саратовская область    |       |          |                                                         |
| село Цюрих                          | 3209      | 2651      | передано в Баратаевскую волость | 269                    | 119                    |                        | немцы                        | лютеране                      | село Зоркино, Марксовский район, Саратовская область       |       |          |                                                         |
| Хутора                              |           |           |                                 |                        |                        |                        |                              |                               |                                                            |       |          |                                                         |
| Зеленка Золотурнская                | н/д       | 3         | 7                               | 290                    | 140                    | 30                     |                              |                               |                                                            |       |          |                                                         |
| Базельский Петердак (Салт-Петердак) | н/д       | 51        | передан в Баратаевскую волость  | 277                    | 127                    |                        |                              |                               |                                                            |       |          |                                                         |
| Шаккер Базельский (Шакгер)          | н/д       | 45        | передан в Баратаевскую волость  | 280                    | 130                    |                        |                              |                               |                                                            |       |          |                                                         |
| Шафгаузенская Маянга                | н/д       | 95        | передан в Баратаевскую волость  | 270                    | 120                    |                        |                              |                               |                                                            |       |          |                                                         |
| Цюрихская Маянга                    | н/д       | 41        | передано в Баратаевскую волость | 295                    | 145                    |                        |                              |                               |                                                            |       |          |                                                         |
| Баратаевская Маянга                 | н/д       | 15        | передан в Баратаевскую волость  | 285                    | 135                    |                        |                              |                               |                                                            |       |          |                                                         |
| водяная мельница Цюрихская          | н/д       | 5         | н/д                             | 269                    | 119                    |                        |                              |                               |                                                            |       |          |                                                         |
| Керн                                | н/д       | 5         | передан в Баратаевскую волость  | 264                    | 114                    |                        |                              |                               |                                                            |       |          |                                                         |
| Бауэр                               | н/д       | 33        | передан в Баратаевскую волость  | 265                    | 115                    |                        |                              |                               |                                                            |       |          |                                                         |
| купца Бурычёва                      | н/д       | 30        | н/д                             | 295                    | 145                    |                        |                              |                               |                                                            |       |          |                                                         |

В 1908 году из Панинской волости были выделены Баратаевская и Рязановская волости.